# Hans Richter (direttore d'orchestra)
Hans Richter, nato János Richter (Raab, 4 aprile 1843 – Bayreuth, 5 dicembre 1916), è stato un direttore d'orchestra austriaco.

## Biografia
Studiò al conservatorio di Vienna, interessandosi in particolare al corno e intraprendendo quindi la carriera di direttore d'orchestra in vari teatri d'opera dell'Impero austro-ungarico.
Negli anni Sessanta del XIX secolo conobbe Richard Wagner, che nel 1876 lo scelse per dirigere la prima rappresentazione del ciclo completo de L'anello del Nibelungo per l'inaugurazione del Festspielhaus di Bayreuth. 
Nel 1870 dirige la prima di Lohengrin (opera) al La Monnaie/De Munt di Bruxelles, nel 1873 la prima di Christus di Franz Liszt al Teatro dell'Opera di Budapest e nel 1876 la prima assoluta della Sinfonia n. 1 op. 26 Ländliche Hochzeit di Karl Goldmark al Musikverein di Vienna.
Nel 1877 Richter accompagnò e assistette Wagner, la cui salute iniziava a declinare, in una serie di grandi concerti a Londra, e da quel momento divenne una figura nota nell'ambiente musicale inglese, partecipando a numerosi festival corali e come direttore della neonata London Symphony Orchestra (1904-1911).
In Europa il suo lavoro si svolse prevalentemente con i Wiener Philharmoniker, dove dal 1875 al 1882 e dal 1883 al 1898, superando la tradizionale divisione fra i seguaci di Wagner e gli ammiratori di Johannes Brahms, contribuì a diffondere la musica di quest'ultimo, come di Anton Bruckner e Antonín Dvořák; continuò inoltre a dirigere al Festival di Bayreuth.
Al Wiener Staatsoper nel 1879 diresse "Ouverture zu Athalia" di Mendelssohn-Bartholdy e la "Sinfonia eroica" di Beethoven, nel 1897 Die Walküre ed Il crepuscolo degli dei, nel 1898 L'Africaine, Der fliegende Holländer e Sigfrido (opera), nel 1899 Rigoletto e nel 1900 Aida.
Nel 1880 dirige la prima assoluta di Ouverture Tragica (Brahms) al Musikverein.
Dal 1899 al 1911 diresse l'orchestra The Hallé di Manchester.
Negli ultimi anni Richter divenne un entusiasta ammiratore di Edward Elgar e giunse ad apprezzare anche Čajkovskij: una volta posò la bacchetta e lasciò che un'orchestra londinese suonasse tutto il secondo movimento della sinfonia Pathétique di Čajkovskij da sola. Sempre pronto alle sperimentazioni, diede il suo appoggio a una produzione in lingua inglese del Ring al Covent Garden nel 1908. La diminuzione della vista lo costrinse ad abbandonare le scene nel 1911.